# مهرجان أسغاردسري
مهرجان أسغاردسري هو مهرجان سنوي للمعدن الأسود الاشتراكي الوطني في كييف عاصمة أوكرانيا.
كمهرجان المعدن الأسود الاشتراكي الوطني وموسيقى القوة البيضاء، فهو أحد أكثر الأحداث شعبية للمتطرفين من اليمين المتطرف والنازيين الجدد وأرض التقاء لشبكات ومنظمات التفوق الأبيض في جميع أنحاء أوروبا وأمريكا. تمت إدانة العديد من المنظمين والفرق الموسيقية الذين يلعبون بانتظام في نادي البنغو خلال مهرجان أسغاردسري بجرائم قتل واعتداءات وجرائم كراهية أخرى وينتمون إلى منظمات مصنفة على أنها مجموعات إرهابية من قبل العديد من المحاكم الأوروبية. تم تسميته على اسم ألبوم 1999 من قبل أبسورد الذي يحمل نفس الاسم، والذي كان يعتبر مؤثرًا على مشهد المعدن الأسود الاشتراكي القومي. تشمل هذه الفرق التي تشارك في المهرجان أبسورد وبيست نوار وجوتمون وغيرها.
يرتبط المهرجان ارتباطًا وثيقًا بأليكسي ليفكين من 8Л8ТХ وعلامته «منطقة المتشدد»، التي تعمل كمنظمين وأسست في الأصل المهرجان في موسكو في عام 2012. ليفكين والمنطقة المتشددة منخرطون بشكل كبير في القومي الأوكراني والنازي الجديد آزوف كتيبة.